# Municipio de South Bend (Kansas)
El municipio de South Bend (en inglés: South Bend Township) es un municipio ubicado en el condado de Barton en el estado estadounidense de Kansas. En el año 2010 tenía una población de 674 habitantes y una densidad poblacional de 7,28 personas por km².

## Geografía
El municipio de South Bend se encuentra ubicado en las coordenadas 38°17′50″N 98°44′49″O / 38.29722, -98.74694. Según la Oficina del Censo de los Estados Unidos, el municipio tiene una superficie total de 92.56 km², de la cual 92,4 km² corresponden a tierra firme y (0,17 %) 0,16 km² es agua.

## Demografía
Según el censo de 2010, había 674 personas residiendo en el municipio de South Bend. La densidad de población era de 7,28 hab./km². De los 674 habitantes, el municipio de South Bend estaba compuesto por el 91,25 % blancos, el 0,15 % eran afroamericanos, el 0,59 % eran amerindios, el 0,15 % eran asiáticos, el 5,19 % eran de otras razas y el 2,67 % eran de una mezcla de razas. Del total de la población el 9,35 % eran hispanos o latinos de cualquier raza.